# Turn Blue (album)
Turn Blue – ósmy album studyjny amerykańskiego duetu The Black Keys.

## Lista utworów
1. "Weight of Love" – 6:50
2. "In Time" – 4:28
3. "Turn Blue" – 3:42
4. "Fever" – 4:06
5. "Year in Review" – 3:48
6. "Bullet in the Brain" – 4:15
7. "It's Up to You Now" – 3:10
8. "Waiting on Words" – 3:37
9. "10 Lovers" – 3:33
10. "In Our Prime" – 4:38
11. "Gotta Get Away" – 3:02

## Single
- "Fever" (2014)
- "Turn Blue" (2014)
- "Bullet in the Brain" (2014)

## Twórcy
- Dan Auerbach – gitara, śpiew, kompozytor
- Patrick Carney – perkusja, kompozytor
- Danger Mouse – klawisze, produkcja, kompozytor
- Regina, Alfreda i Ann McCrary – śpiew